# Puranattukara
Puranattukara là một thị trấn thống kê (census town) của quận Thrissur thuộc bang Kerala, Ấn Độ.

## Nhân khẩu
Theo điều tra dân số năm 2001 của Ấn Độ, Puranattukara có dân số 9595 người. Phái nam chiếm 48% tổng số dân và phái nữ chiếm 52%. Puranattukara có tỷ lệ 85% biết đọc biết viết, cao hơn tỷ lệ trung bình toàn quốc là 59,5%: tỷ lệ cho phái nam là 86%, và tỷ lệ cho phái nữ là 83%. Tại Puranattukara, 10% dân số nhỏ hơn 6 tuổi.